# Letiště Đồng Hới
Vietnamské letiště Đồng Hới (IATA: VDH, ICAO: VVDH), vietnamsky: Cảng hàng không Đồng Hới, Sân bay Đồng Hới, se nachází 6 km severně od města Đồng Hới v provincii Quang Binh.

## Letecké společnosti a destinace
(Aktualizováno 29. března 2024.)
| Letecká společnost | Destinace | Destinace                  |
| ------------------ | --------- | -------------------------- |
| Bamboo Airways     | Vietnam   | Hanoj                      |
| VietJet Air        | Vietnam   | Ho Či Minovo Město         |
| Vietnam Airlines   | Vietnam   | Hanoj · Ho Či Minovo Město |